# Linnaeusstraat

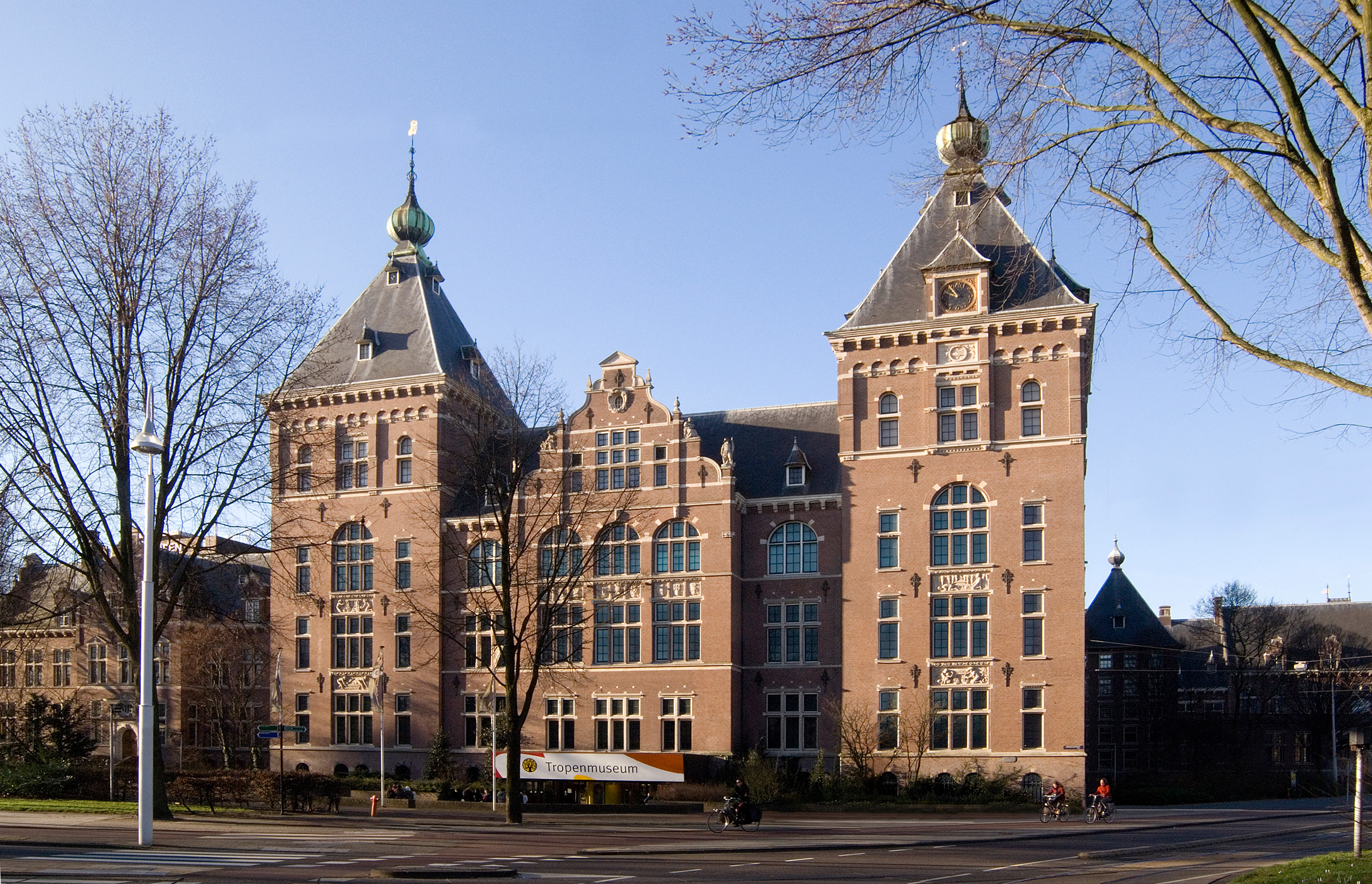
Ingang van het Wereldmuseum aan de Linnaeusstraat

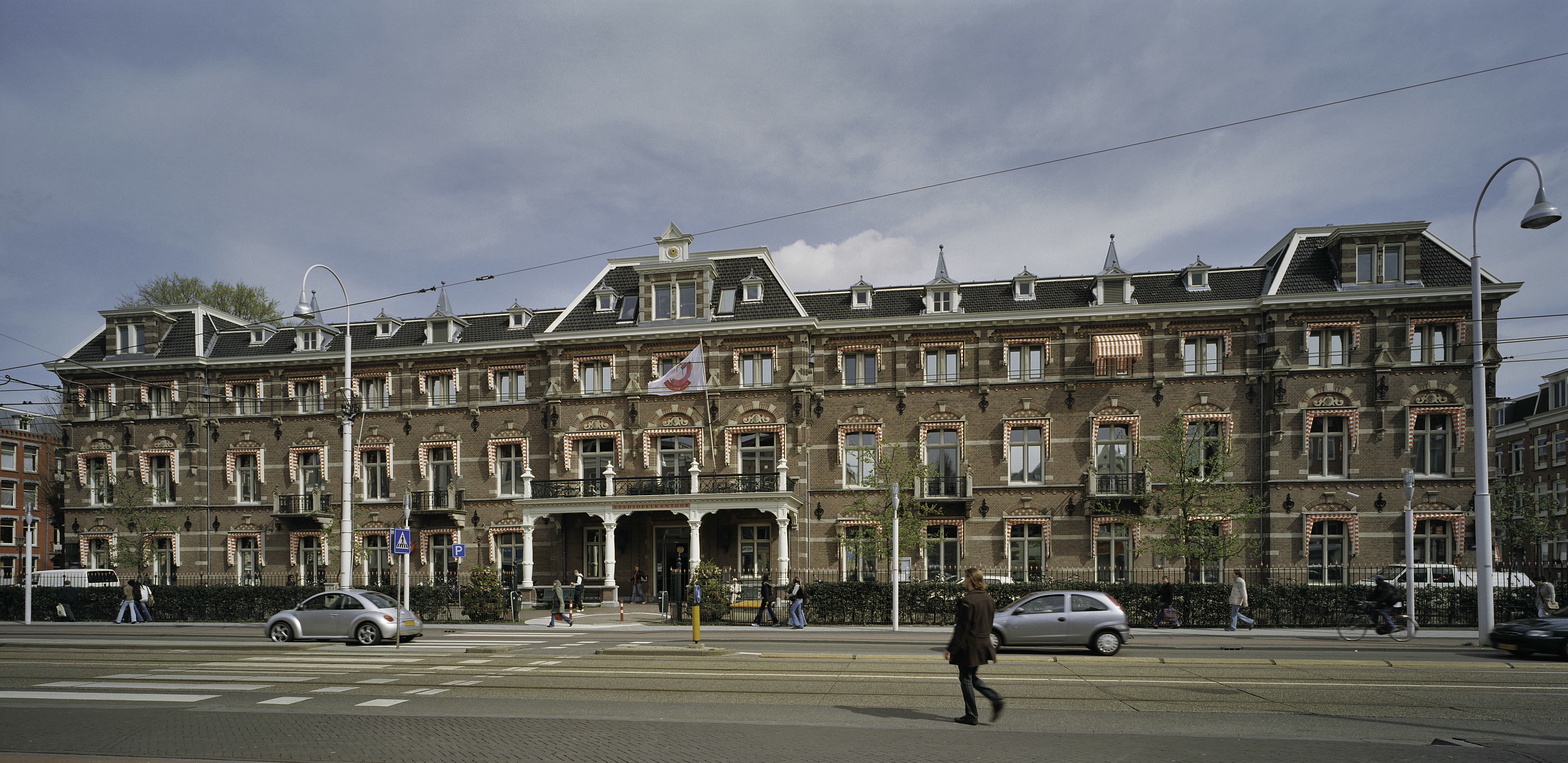
Het vroegere Burgerziekenhuis aan de Linnaeusstraat

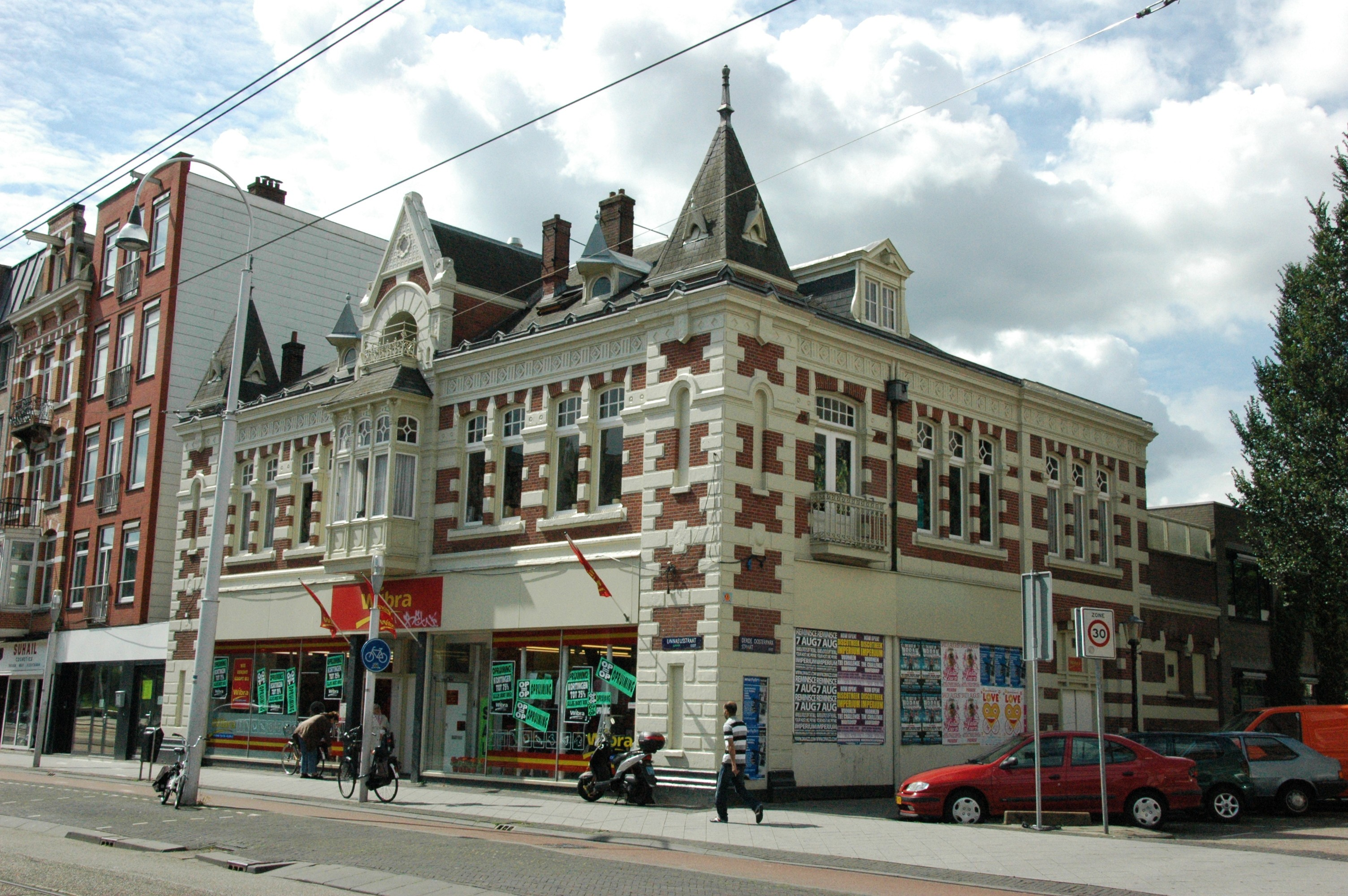
De vroegere paardentramremise aan de Linnaeusstraat

De Linnaeusstraat in Amsterdam-Oost loopt tussen de Mauritskade en de, rond de Watergraafsmeer gelegen, Ringdijk. De Middenweg ligt in het verlengde. De Linnaeusstraat is in 1878 vernoemd naar de beroemde natuuronderzoeker Carl Linnaeus (1707–1778).

## Geschiedenis
Voordien heette de straat de Oetewalerweg, naar het vroegere dorpje Oetewaal of Houtewaal, gelegen aan de vroegere zeedijk ter hoogte van de huidige Muiderpoort. De oudste vermelding van het dorp dateert uit 1308. De weg verbond het dorp met de Diemermeer (Watergraafsmeer). In maart 1651 werd Oetewaal bij een stormvloed bijkans weggevaagd. Wat er nog van het dorp over was werd bij de Vierde Uitleg in 1663 door Amsterdam geannexeerd. De Oetewalerweg lag voor 1 mei 1896 gedeeltelijk op het grondgebied van Nieuwer-Amstel. Pas na de annexatie kreeg de straat op 13 juni 1896 ook hier de naam Linnaeusstraat. Oetewalerstraat en een Oetewalerpad liggen sindsdien ook op het grondgebied van Amsterdam, dwars op de Linnaeusstraat.
Tot 1939 was er een gelijkvloerse kruising met een overweg met de verbindingsspoorlijn. Omdat de overweg vaak gesloten was was er voor voetgangers bepaalde tijd een voetgangersbrug over de spoorlijn. In 1939 werd in het kader van de Spoorwegwerken Oost de spoorbaan verhoogd, kwam er een viaduct en verdween de overweg.        
Op 2 november 2004 werd filmregisseur Theo van Gogh ter hoogte van het toenmalige stadsdeelkantoor Oost/Watergraafsmeer aan de Linnaeusstraat vermoord.

## Gebouwen
Bekende gebouwen aan de Linnaeusstraat zijn onder andere: het Tropenmuseum, het bijgebouwde hotel, de toren van de in 1989 afgebrande Muiderkerk, het Burgerziekenhuis (tot en met begin 2009 stadsdeelkantoor Oost/Watergraafsmeer). Langs de Linnaeusstraat ligt het Oosterpark. Het gebouw Linnaeusstraat 7, een schepping van architect Hans van Heeswijk draagt teksten van Nescio. De Nieuwe Synagoge op de hoek-Polderweg werd ingewijd in 1928 en afgebroken in 1962.
In het stookgebouw van de in 1923 gesloten Oostergasfabriek bevindt zich sinds 1929 het Sportfondsenbad Oost, het overdekte instructie- en wedstrijdbad van zwemvereniging Het Y.
Bij het Koninklijk Instituut voor de Tropen ligt het beeld Vijfstromenland van Carel Visser. Aan het andere eind, nabij de Pretoriusstraat, kwam in 2022 het beeld Een poort voor Oostpoort (onderdeel van een tweeluik) van Krijn de Koning tot stand. Voor de Muiderkerk staat het kunstwerk Wensplein voor vrede.

## Trams
Sinds 1884 reed de paardentramlijn Dam – Plantage – Linnaeusstraat door deze straat. Hiertoe was er een paardentramremise gebouwd op de hoek van de Derde Oosterparkstraat. Voorbij de overweg met de spoorlijn reed vanaf 1881 de Gooische Stoomtram door de Linnaeusstraat van het Weesperpoortstation in de richting Diemen.
De paardentramlijn werd in 1903 vervangen door tramlijn 9. Behalve tussen 1932 en 1940 (toen lijn 9 naar de Molukkenstraat reed) heeft lijn 9 in de afgelopen eeuw steeds door de Linnaeusstraat gereden. De Gooische tram werd in 1939 door een busdienst vervangen en de sporen werden oopgebroken. In 1940 werd lijn 9 over het voormalige tracé verlengd over de hele lengte van de straat en verder naar de Watergraafsmeer. Op 22 juli 2018 werd lijn 9 opgeheven en hier vervangen door tram 19. Sinds 8 december 2023 rijdt lijn 14 stadinwaarts (weer) door de straat net als van 1932-1942 en van 1986-2004.
Diverse andere tramlijnen richting het Muiderpoortstation hebben in de loop der jaren door de Linnaeusstraat gereden, zoals de lijnen 3, 6, 7, 10, 11, en 26.